# Lingayatismo

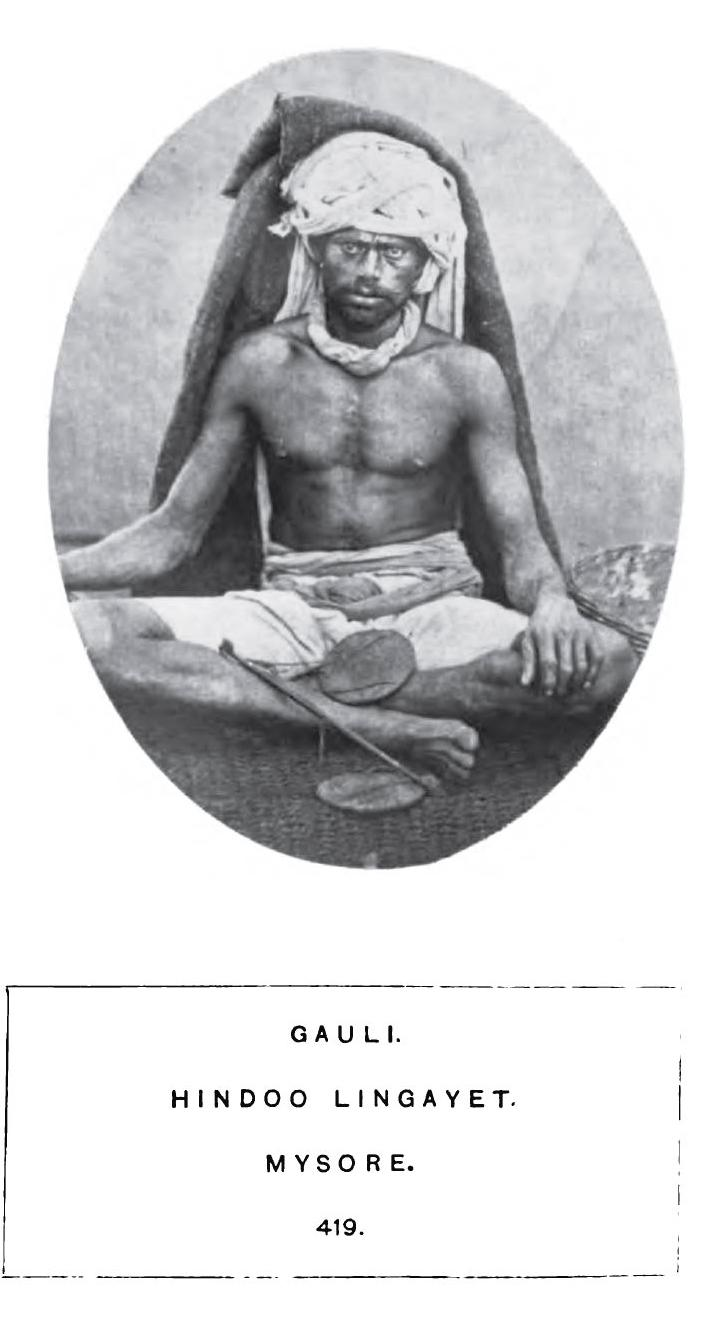
Um lingayat gauli de Karnataka (1875).

O lingayatismo, também conhecido como virashivaísmo, é uma denominação Xhivaísta da Índia. Faz diversos desvios do hinduismo comum e expõe um monoteísmo através de veneração centrada em Shiva. Também recusa a autoridade dos Vedas e o sistema de castas.
Os aderentes a esta fé são conhecidos como lingayats. O termo deriva de Lingavantha na língua canaresa, significando "aquele que viste lingam em seu corpo".
Basavanna, também conhecido como Mahatma Basaveshwara, foi um reformador social e humanitário que foi o principal responsável em expandir esta religião no século XII.